# Цайдянь
Цайдя́нь (кит. упр. 蔡甸, пиньинь Càidiàn) — район городского подчинения города субпровинциального значения Ухань провинции Хубэй (КНР).

## История
После того, как китайские земли были объединены в империю Суй, в 589 году был создан уезд Чжуаньян. В 597 году он был переименован в уезд Ханьцзинь (汉津县), а в 606 году — в уезд Ханьян (汉阳县).
В 1926 году урбанизированная часть уезда Ханьян была отделена от уезда, и вошла в состав сначала города Ханькоу, а потом — города Ухань, сельские же районы остались под управлением властей уезда Ханьян.
В 1949 году был образован Специальный район Мяньян (沔阳专区), и уезд вошёл в его состав. В 1950 году власти уезда переехали из урбанизированной зоны в посёлок Цайдянь. В 1951 году уезд был передан в состав Специального района Сяогань (孝感专区). В июне 1951 года юго-западная часть уезда была передана в состав нового уезда Хунху. В 1959 году Специальный район Сяогань был расформирован, и входившие в его состав уезды перешли под управление властей Уханя, но в 1961 году Специальный район Сяогань был воссоздан. В 1975 году уезд был вновь передан под управление властей Уханя.
В 1992 году решением Госсовета КНР уезд Ханьян был расформирован, а на его месте был создан район городского подчинения Цайдянь.

## Административное деление
Район делится на 11 уличных комитетов, 2 посёлка и 1 волость.